# Euconosia aspersa
Euconosia aspersa là một loài bướm đêm thuộc phân họ Arctiinae, họ Erebidae.